# Claus-Dieter Föhrenbach
Claus-Dieter Föhrenbach (* 11. Mai 1955 in Gengenbach) ist ein ehemaliger deutscher Leichtathlet, der sich auf das Kugelstoßen spezialisiert hatte.

## Sportliche Karriere
Föhrenbach begann bei der TSG Wiesloch und wechselte 1971 zum SV Walldorf Astoria,m wo er bis 1976 blieb. Nach zwei Jahren bei der LG Ortenau-Nord startete er von 1979 bis 1992 für den USC Heidelberg. Ab 1993 war er beim TV Gernsbach.  
Bei Deutschen Meisterschaften siegte Föhrenbach 1983 in Bremen. 1979 in Stuttgart war er Zweiter hinter Ralf Reichenbach. In der Halle belegte Föhrenbach dreimal den zweiten Platz: 1979 hinter Gerhard Steines, 1984 hinter Udo Gelhausen und 1992 hinter Oliver-Sven Buder. Seine Bestleistung von 19,84 Meter stellte Föhrenbach am 14. Juli 1985 in Weiler auf. 
1979 wurde Föhrenbach mit 18,16 Meter Elfter bei der Universiade in Mexiko-Stadt. Außerdem nahm er von 1977 bis 1984 an 14 Länderkämpfen teil.